# مطار سيغيري
مطار سيغيري (إياتا: GII، إيكاو: GUSI) هو مطار يخدم سيغيري، وهو ميناء نهري في غرب غينيا. يقع المطار جنوب المدينة وعلى بعد 2 كيلومتر (1.2 ميل) غرب نهر النيجر.

## روابط خارجية
- OpenStreetMap - سيغيري
- مطاراتنا - غينيا
- سيجويري - FallingRain
- تاريخ الحوادث لـ (Siguiri Airport) على شبكة سلامة الطيران.
- جوجل إيرث